# John L. Goldwater
Compléments
Fondateur de Archie Comics.
John L. Goldwater (né le 14 septembre 1916 à New York et mort le 26 février 1999 dans cette même ville) est un éditeur de comics, cofondateur de MLJ Comics, devenu Archie Comics dont il a été le responsable éditorial jusqu'à sa retraite en 1983.

## Biographie
John L. Goldwater naît le 14 septembre 1916 dans le quartier East Harlem de New York. est le fils de Daniel Goldwater et Edna Bogart Goldwater. Sa mère meurt en le mettant au monde et son père décède peu après. Il est alors placé chez une famille adoptive. Après des études de commerce, il choisit de parcourir les États-Unis. Il est journaliste à Hiawatha dans l'état du Kansas, secrétaire au parc national du Grand Canyon, travaille pour la société de chemin de fer Missouri-Pacific avant de revenir à New York. Il s'installe dans sa ville natale et travaille pour plusieurs maisons d'édition avant de créer une société de commerce international. Il rachète, à un cent le comics, des lots d'invendus revenus aux éditeurs et les exporte en Angleterre. Cet arrangement qui satisfait tout le monde l'enrichit et lui permet de connaître de nombreux éditeurs. En 1941, voyant le succès des comics de Superman, il propose à l'éditeur de pulps Louis Silberkleit de fonder une maison d'édition de comics. Avec un dernier associé, Maurice Coyne, qui sera le comptable ils lancent MLJ Comics en 1939. Les premières séries qui sont créées ne diffèrent pas du tout venant excepté The Shield qui est le premier super-héros patriote. La plus importante innovation de MLJ apparaît en décembre 1941 dans le numéro 22 de Pep Comics. C'est dans ce comics qu'Archie Andrews connaît ses premières aventures. Selon les dires de Goldwater, il est le créateur du personnage inspiré d'une connaissance au lycée, des aventures amoureuses de Goldwater et des rencontres faites durant ses études et ses voyages. Des critiques pointent plutôt le rôle primordial de Bob Montana, cocréateur du personnage. Quoi qu'il en soit, Archie est un tel succès que MLJ est renommé en Archie Comics et que le personnage gagne rapidement son comics attitré. Son nom est aussi mis en avant dans les séries dérivées comme  Archie's Pal Jughead ou Archie's Girls Betty and Veronica,.
En 1953, les comics sont accusés d'être une des causes de la délinquance juvénile. Une commission sénatoriale enquête sur ces accusations. Pour éviter la mise en place d'un organe de censure d'état, les éditeurs de comics s'accordent pour fonder leur propre organe d'autorégulation nommé la Comics Magazine Association of America (CMAA) qui organise le Comics Code, un ensemble de règles auxquelles doivent se soumettre les éditeurs qui veulent recevoir l'agrément qui leur permettra ensuite de distribuer leurs séries dans les drugstores et autres points de vente. Le premier président de la CMAA est John L. Goldwater qui le reste durant vingt-cinq ans.
John L. Goldwater prend sa retraite en 1983. Il meurt le 26 février 1999 à New York.